# Хайтнер, Николас
Сэр Николас Роберт Хайтнер (англ. Nicholas Robert Hytner, 7 мая 1956 года, Манчестер, Великобритания) — британский театральный и кинорежиссёр, лауреат премий Лоренса Оливье и Тони. Бывший художественный руководитель Королевского национального театра Великобритании. Рыцарь-бакалавр (2010).

## Семья. Ранние годы
Николас Хайтнер родился в преуспевающей семье в южном Манчестере в семье адвоката Бенета Хайтнера и театрального деятеля Джойс Хайтнер, которая входила в координационные советы таких институтов культуры, как театр Янг-Вик, театр Ройал-Корт, «Исторические королевские дворцы». У Николаса есть сестра и два брата, все младше него.
Начальное образование Хайтнер получил в Манчестерской частной школе, а высшее — в Тринити-колледже Кембриджа.
Во время учёбы в университете Хайтнер пробовал себя в качестве актёра, но вовремя понял, что у него не хватает к этому таланта. Тогда же он начал ставить первые спектакли, в числе которых был «Расцвет и падение города Махагони» Б.Брехта и К.Вайла.

## Карьера

### 1982—1989 гг.
После окончания Кембриджа Хайтнер получил первую работу в качестве помощника режиссёра Колина Грэма, в то время работавшего с Английской национальной оперой. Одной из первых профессиональных работ Хайтнера стала постановка «Риенци». Он также работал с театром Норткотт в Эксетере, Leeds Playhouse, где он ставил в том числе музыкальную адаптацию «Алисы в стране чудес» и «Правящий класс» П. Барнса. В 1985 году он был назначен заместителем директора Театра Королевской биржи в Манчестере и оставался на этом посту до 1989 года.

### 1989—2003 гг.
В 1989 году продюсер Камерон Макинтош выбирает Николаса Хайтнера в качестве режиссёра для мюзикла «Мисс Сайгон». Его авторы Клод-Мишель Шёнберг и Ален Бублиль планировали повторить успех своего предыдущего хита «Отверженные». Макинтош видел несколько постановок Хинтера и назвал его визуальное восприятие «потрясающим».
Поставленная Хайтнером лондонская постановка «Мисс Сайгон» открылась 20 сентября 1989 года в Королевском театре Друри-Лейн и шла без перерыва десять лет. Она закрылась 30 октября 1999 года, выдержав 4274 представления. Хайтнер также стал режиссёром бродвейской версии мюзикла, которая окупила свой 10-миллионный бюджет за 39 недель. Постановка шла на сцене театра «Бродвей» с 11 апреля 1991 года по 28 января 2001 года (4092 спектакля). Контракт режиссёра был заключен таким образом, что он получал процент с прибыли от постановок, что позволило ему больше не волноваться о финансовой стороне и браться за те проекты, которыми ему действительно хотелось заниматься.
В 1989 году Хайтнер поставил свой первый спектакль на сцене Королевского национального театра (пьеса «Гетто»). В 1990 году Ричард Эйр назначил его заместителем художественного руководителя Национального театра. Одной из первых постановок Хайтнера в этой должности стала «Безумие короля Георга III» Алана Беннета. Когда было принято решение о перенесении пьесы на большой экран, Беннет настоял на Хайтнере в режиссёрском кресле. Название проекта, который стал дебютом молодого режиссёра в большом кино, сократили до «Безумие короля Георга».
В 1992 году режиссёр поставил на сцене Королевского национального театра мюзикл Рождерса и Хаммерстайна «Карусель». Хореографом постановки был знаменитый сэр Кеннет Макмиллан, не доживший до её премьеры всего несколько недель. Эта версия получилась темной, с акцентами на психологические взаимоотношения персонажей, в том числе на домашнее насилие. Спектакль шёл с декабря 1992 года по март 1993 года ограниченным показом, на который были раскуплены все билеты. Нью-йорская версия открылась в театре Вивьен Бомон в марте 1994 года. За «Карусель» Хайтнер получил премию Лоренса Оливье, Тони и Драма Деск за лучшую режиссуру мюзикла.
В 1994 году Эйр объявил о своей отставке в течение трехлетнего срока. Позже Хайтнер признавался, что у него была мысль о том, чтобы выставить свою кандидатуру, но на тот момент у него не было четкого видения и «большой идеи», которая, по его мнению, должна была существовать у нового руководителя Национального. Поэтому он не стал подавать прошение. Он продолжил свою работу в качестве заместителя художественного руководителя вплоть до 1997 года, когда Эйра сменил Тревор Нанн.
Хайтнер продолжал снимать фильмы: в 1996 году «Суровое испытание» по пьесе и сценарию Артура Миллера с Дэниелом Дэй-Льюисом, в 1998 году «Объект моего восхищения» с Полом Раддом и Дженифер Энистон, в 2000 году «Авансцена» с Амандой Шулл и Зои Салдана. После этого он провел 15 месяцев в США, разрабатывая киноверсию мюзикла «Чикаго» с Мадонной в главной роли. Однако проект был приостановлен, и впоследствии был реализован другим режиссёром и с другими актёрами.

### 2003—2015 гг.
В 2003 году Николас Хайтнер занял должность художественного руководителя Национального театра Великобритании. Помимо общего руководства Хайтнер продолжал ставить спектакли. В апреле 2003 года Хайтнер заступил на свой пост, а уже в мае вышел его «Генрих V», поставленный в современном обрамлении, что позволило создать дополнительный драматический эффект.
В мае 2004 года в Литтлтон-театре Национального Хайтнер поставил пьесу Алана Беннета «Любители истории» — рассказ об учениках вымышленной школы, которые готовятся к поступлению в Оксфорд и Кембридж. Постановка вызвала настолько большой интерес, что показ был продлен и в декабре 2004 года переместилась на большую сцену театра Оливье, где шла до апреля 2005 года. В ноябре 2005 года Национальный театр снова пустил «Любителей истории» в ограниченный прокат в Литтлтоне. В апреле 2006 года спектакль открылся в Бродхерст-театре на Бродвее. В 2005 году Хайтнер получил премию Лоренса Оливье в номинации «Лучший режиссёр», а сама постановка выиграла главную номинацию «Лучшая новая драма». В 2006 году двойной успех был повторен на вручении премий Тони.
В 2006 году Хайтнер снял по пьесе одноимённый фильм, в котором задействовал оригинальный состав своей постановки.
В 2009 году Хайтнер поставил новую пьесу Ричарда Бина «Англия люди очень хороший» (англ. England People Very Nice)). Сюжет пьесы строится вокруг 4 волн эмиграции в Великобританию — французских гугенотов, ирландцев, евреев и бангладешцев (подробнее: см. История Лондона). Постановка получила большой отклик в прессе — в ней увидели расистские нотки, неуместную тематику и стереотипное представление о беженцах. Обозреватель Evening Standard отметил, что у него «никогда не было более неудобного и неприятного опыта посещения Национального», и недоумевал, как Хайтнер, «интеллигентный и тонко чувствующий, допустил появление этой пьесы в репертуаре». Independent была не столь категорична: пьеса не расистская, просто она не учитывает социальной обстановки на текущий момент. Другие отнеслись к ней более благосклонно, сравнив сатирическое изображение проблемы с политическими карикатурами The Sun.
Несмотря на такой неоднозначный прием, Хайтнер продолжает работать с Бином. В 2011 году он ставит его пьесу «Один слуга, два господина», которая представляет собой адаптацию комедии дель арте Карло Гольдони «Слуга двух господ». Перенеся действие из Италии в Брайтон, сделав главных героев гангстерами 1960-х годов и пригласив на главную роль комика Джеймса Кордена, Хайтнер создал спектакль, который The Guardian назвал «визуальным и словесным триумфом комедии и одной из самых смешных постановок в истории Национального». Постановка имела огромный успех, после окончания показов в Литтлтон-театре переместилась в Вест-Энд (Адельфи). 15 сентября 2011 года спектакль транслировался в кинотеатрах в проекте «NTLive». 18 апреля 2012 года состоялась премьера в театре Music Box на Бродвее. Хайтнер был номинирован на премию Лоренса Оливье и Тони как лучший режиссёр.
После успеха пьесы «Один слуга, два господина» Хайтнер ставит ещё одну пьесу Ричарда Бина. В этот раз основой сюжета стал скандал с незаконной прослушкой телефонов. В мае 2014 года было объявлено, что к репетициям приступили исполнители главных ролей Билли Пайпер и Оливер Крис, а также, что весь состав и постановочная группа подписали соглашение о неразглашении деталей пьесы. Премьера спектакля «Великобритания» (англ. Great Britain, также игра слов от имени главной героини Пейдж Британ — англ. Paige Britain) состоялась 30 июня 2014 года в Литтлтон-театре.
Последней постановкой Николаса Хайтнера на посту художественного руководителя Национального театра стала пьеса «Трудная задача» Тома Стоппарда. Хотя постановка получила смешанные отзывы, было отмечено, что последователям Хайтнера придется постараться, чтобы держать планку на должном уровне.

### 2015 г. — по наст. время
После ухода из Национального театра Николас Хайтнер основал собственную «Лондонскую театральную компанию» вместе с Ником Старром, который был исполнительным директором Национального во время руководства Хайтнера. Основной сценой «Лондонской театральной компании» был заявлен театр «Мост» (англ. Bridge Theatre) — новый театр, здание которого только строилось в то время в рамках проекта по благоустройству района вокруг Тауэрского моста. Приоритет в постановках, по словам режиссёра, будет отдаваться захватывающим пьесам новых авторов, которые готовы расширять свою деятельность за пределы студийных театров.
19 апреля 2017 года Хайтнер и Старр объявили репертуар на премьерный сезон театра «Мост». Открылся театр 26 октября 2017 года новой комедией «Молодой Маркс» в постановке Хайтнера с Рори Киннером в заглавные роли и Оливером Крисом в роли Энгельса, а с января 2018 года на этой новой сцене шла променадная (иммерсивная) постановка пьесы У.Шекспира «Юлий Цезарь» (в главные роли: Бен Уишоу, Дэвид Моррисси). В этом спектакле режиссёр, помимо актёров, активно задействовал публику в зале. Зрители находятся практически на одном уровне с актёрами, могут перемещаться по залу, кричать и апплодировать во время действия, изображая таким образом римскую толпу. Обе постановки получили положительные отзывы критиков ведущих британских театральных изданий и были показаны в кинотеатрах в рамках проекта NTLive.
В мае 2019 года Хайтнер и Старр объявили, что для «Лондонской театральной компании» будет построено ещё одно здание на 600 мест недалеко от вокзала Кинг Кросс. Открытие нового театра планируется в 2021 году.

## Художественный руководитель Королевского национального театра
Когда Тревор Нанн объявил, что он покидает главный пост Национального театра, Хайтнер «почувствовал, что на этот раз у него есть уверенность насчет того, куда Национальный театр должен двигаться при новом руководителе». После обсуждения своих идей насчет будущего Национального с председателем совета театра Кристофером Хоггом и Томом Стоппардом, которые включали в себя привлечение новых зрителей и снижение цен на некоторые спектакли, Хайтнер выдвинул свою кандидатуру. Она была утверждена в сентябре 2001 года. Хайтнер принял от Нанна руководство в апреле 2003 года.
Как руководитель Национального театра Хайтнер не только ставил пьесы в качестве режиссёра (с 2003 года все его постановки выходили исключительного на этих сценах), но и принимал решения относительно репертуара театра в целом. В одном из интервью Хайтнер поделился: «Что я делаю — я собираю команду, которая будет ставить спектакль и отхожу в сторону, чтобы на более поздней стадии вернуться и посмотреть, как идут дела». Его функции включали в себя не только художественную, но и административную деятельность. «Я не ограничиваюсь только выбором репертуара. Мне кажется, что грамотное распределение ресурсов, непосредственный расход денег — это тоже художественное решение. Я думаю, что к художественным вопросам также относятся и то, что происходит в наших фойе, что происходит снаружи, как здание выглядит вечером, то внимание, что мы уделяем образовательной работе и нашему Интернет-сайту. Все эти вопросы произрастают из художественного руководства».
Под руководством Хайтнера Национальный театр ввел практику показа премьер по воскресениям, инициировал проект прямых трансляций спектаклей в кинотеатрах «Национальный театр в прямом эфире», а также ввел в действие «сезонную» программу, которая позволяет купить определённые категории билетов по максимально низким ценам. Программа, которую спонсирует Travelex Group, действует в течение определённых периодов времени и предлагает ограниченное количество билетов на любые места по 15 фунтов. «Сезонная» программа снижения цен позволила добиться высочайшей загруженности театра Оливье в летние месяцы (от 90 до 100 % занятых мест по сравнению со средней цифрой в 65 % до введения программы) без потери денежных средств. Низкие цены также привлекли молодежь и студентов. Согласно данным статистики одна треть зрителей, пришедших в 2003 году на современную постановку «Генриха V» Хайтнера, до этого никогда не бывали в театре.
Одно из последних нововведений Хайтнера — NT Future (рус. Будущее Национального театра). Это проект по расширению деятельности театра стоимостью 70 млн фунтов, который реализовывался с 2011 по 2014 года. Целями проекта являются более широкое использование здания театра, вложения в благоустройство прилегающей к нему территории Саут-Банка, применение помещений театра для образовательных и интерактивных программ, а также использование самых современных технологий для удовлетворения меняющихся потребностей как актёров, так и зрителей. «NT Future нацелен на то, чтобы открыть Национальный театр ещё большему количеству человек, приходят ли они на курсы в наш обучающий центр, следят за работой наших художников за кулисами или просто пришли посидеть в наше новое кафе».
Уже в 2010 году Хайтнер говорил, что не собирается оставаться в Национальном вечно. «Важно, чтобы кто-то ещё пришел и снова встряхнул здесь все». В апреле 2013 года он объявил, что уйдет в отставку в марте 2015 года. Хайтнера сменил на посту художественного руководителя один из его заместителей Руфус Норрис.

## Награды
Хайтнер был посвящён в рыцари в 2010 году за заслуги в области театра.